# Быстрая мода
Бы́страя мо́да (англ. fast fashion, фаст-фэшен, также употребляется термин англ. ultra fast fashion, ультрафаст-фэшен) — термин, используемый модными ритейлерами для обозначения быстрого обновления ассортимента марки несколько раз в сезон, противостоит идее устойчивой моды.

## Общая характеристика
Одежда класса «быстрой моды» основана на последних модных тенденциях, которые ежегодно представляются на весенней и осенней неделях моды. Акцент делается на оптимизации определенных элементов цепи поставок для того, чтобы эти тенденции разрабатывались и изготавливались быстро и недорого, что позволяет целевому потребителю купить последние модные элементы одежды по более низкой цене. Эта философия быстрого изготовления по доступной цене используется в крупных розничных торговых сетях, таких как H&M, Zara, Shein, Peacocks и Topshop. Особую популярность эта тенденция приобрела, когда в моде был «Boho-chic» в середине 2000-х.

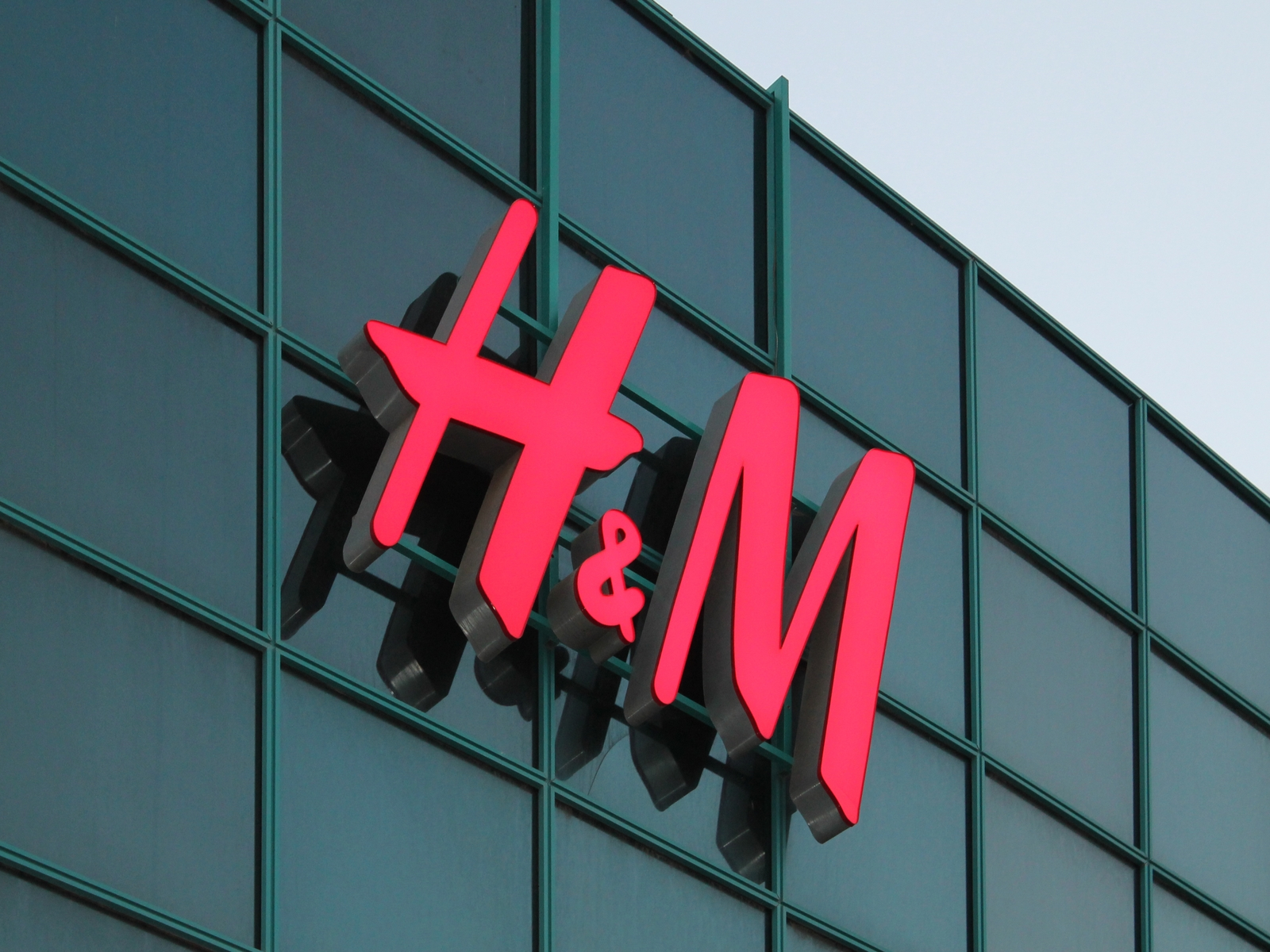
H&M — одна из крупнейших в мире розничных сетей по торговле одеждой быстрой моды

## Основные принципы
Это направление развилось из концепции, где движущей силой является продукт, которая основана на производственной модели «быстрый ответ», разработанной в США в 1980-х годах. Zara была в авангарде этой модной розничной революции и их бренд стал почти синонимом термина, но были и другие ритейлеры, которые работали с данной концепцией, прежде чем она приобрела популярность, например, Benetton. «Быструю моду» также связывают с одноразовой модой, потому что она поставляет дизайнерский продукт на массовый рынок по относительно низким ценам.
В противовес быстрой моде возникло движение медленной моды, критикующее индустрию быстрой моды за загрязнение (как в производстве одежды, так и в распаде синтетических тканей) и низкое качество продукта, подчеркивая краткосрочность тенденций быстрой моды. Кроме того, быстрая мода подвергается критике за плохие условия труда в развивающихся странах.

## Управление категориями
Основная цель быстрой моды — быстро производить продукт, экономически эффективным образом реагировать на быстро меняющиеся вкусы потребителей в режиме реального времени. Эта эффективность достигается через понимание ретейлеров желаний целевого рынка, которые заключаются в приобретении товара высокой моды по самой низкой цене. В первую очередь, понятие категории управления было использовано для создания нового уровня отношений между покупателем и производителем. Категорийный менеджмент определяется как "стратегическое управление группами товаров через торговые товарищества, которое стремятся увеличить продажи и прибыль, удовлетворяя потребности клиентов ". Это сотрудничество происходит за счет ресурсов многих компаний, которые объединяются для дальнейшего развития более сложных и эффективных моделей цепочки поставок, чтобы повысить общую прибыль рынка. Рынок быстрой моды использует это для объединения с иностранными производителями, чтобы держать цены на минимуме. Цепочки поставок являются центральными для создания быстрой моды. Система цепочных поставок предназначена для того, чтобы снизить стоимость в процессе перемещения товаров от разработки концепции до розничных магазинов.

## Метод быстрого реагирования
Метод быстрого реагирования (БР) был разработан для улучшения производственных процессов в текстильной промышленности с целью сокращения времени производственного процесса. Американская Ассоциация Одежды (AAFA) инициировала проект в начале 1980-х для решения конкурентной угрозы для собственного текстильного производства из импортных текстильных изделий в странах с дешевой рабочей силой. Текстильная промышленность США стала более конкурентоспособной на некоторое время. Появление метода быстрого реагирования рассматривается многими в качестве механизма защиты американской текстильной промышленности с целью повышения эффективности производства. Концепция быстрого реагирования (БР) в настоящее время используется для поддержки «быстрой моды», создавая новые, свежие продукты.
Испанская розничная торговая сеть Zara, принадлежащая Inditex, стала глобальной моделью для того, как уменьшить время между разработкой и производством. Это сокращение производственных издержек позволяет Zara производить более 30000 единиц продукции ежегодно для почти 1600 магазинов в 58 странах. Новинки поставляются в магазины два раза в неделю, что сокращает время между первоначальной продажей и пополнением. В результате сокращение периода времени улучшает потребительский выбор одежды и доступность продукта при значительном увеличении числа посещений одного клиента в год. В случае Renner, Бразильской сети, новая мини-коллекция выпускается каждые два месяца. Новые технологии постоянно внедряются, чтобы ускорить быстрый отклик покупателей

## Маркетинг
Маркетинг является ключевым фактором быстрой моды. Маркетинг создает желание для потребления новых конструкций как можно ближе к точке творения. Непрерывный выпуск новых продуктов, делает одежду очень экономически эффективным инструментом маркетинга, который управляет потребительскими визитами, увеличивает узнаваемость бренда и приводит к более высоким темпам потребительских покупок. Например, традиционные модные сезоны сменяются вместе с природным циклом летом, осенью, зимой и весной, но в циклах быстрой моды циклы сжаты в более короткие периоды в 4—6 недель, а в некоторых случаях и того меньше. Маркетологи, таким образом, создали больше покупательских сезонов в одном времени года.

## Воздействие на окружающую среду
Потребители в развитых странах производят огромное количество отходов, покупая и выбрасывая одежду. Например, жители Нью-Йорка выбрасывают около 200 000 тонн одежды, сумок, ремней и других видов текстильных изделий в год. Средняя американская семья производит 82 фунта текстильных отходов ежегодно. Каждый этап производства одежды несет вред водной, наземной и атмосферной экосистемам. Этот вред включает в себя выброс токсичных или парниковых газов в атмосферу или загрязнения и разрушения мест обитания водных животных. Быстрая мода вызвала резкое увеличение ущерба, причиненного экологии текстильной промышленностью, и эта проблема, безусловно, сохранится и в будущем, если не произойдет переоценка ценностей в умах потребителей.

## Устойчивая мода
Быстрая мода противостоит идее Устойчивой моды. Устойчивая мода предполагает «замедление темпов обращения стиля, переработку материалов, обращение к экологическому стандарту и этику потребления». Идея Устойчивой моды связана с ограничением потребления, снижением его скорости и формированием доктрины ответственного потребления. Устойчивая мода предполагает замедление темпов обращения стиля.

## Медленная мода
Термин «медленная мода» был придуман Кейт Флетчер в 2007 году: «Медленная мода не сезонный тренд, который приходит и уходит, как животный дизайн, а устойчивое движение моды, которое набирает обороты». Направление «медленная мода» предназначено, чтобы отделить всю одежду, рассчитанную на массового потребителя, от изготовленной вручную, но в конечном итоге данный тип одежды был расширен. Направление «медленная мода» объединяет в себе «надежные», «эко», «зеленые» движения моды. Оно призывает задуматься о воздействии текстильной промышленности на окружающую среду и рыбные ресурсы, а также о замедлении цепочки поставок в целях уменьшения количества сезонов и стимулирования производства качественной одежды. Фраза «качество важнее количества» является ключевой идеей медленной моды. Она используется для обобщения основных принципов замедления темпов потребления одежды путём выбора той одежды, которая прослужит дольше.